# Leping
Koordinaten: 28° 58′ N, 117° 7′ O
Die Stadt Leping (chinesisch 乐平市, Pinyin Lèpíng Shì) ist eine kreisfreie Stadt im Norden der chinesischen Provinz Jiangxi. Sie gehört zum Verwaltungsgebiet der für ihr Porzellan bekannten bezirksfreien Stadt Jingdezhen. Leping hat eine Fläche von 1.980 km² und 810.353 Einwohner (Stand: Zensus 2010).